# Harold Tarrant
Harold Adrian Stuart Tarrant, formell H. A. S. Tarrant, meist Harold Tarrant (* 1946 in Slough, England) ist ein britisch-australischer Klassischer Philologe (Gräzist).
Nach einem B.A. und einem M.A. in Classics und antiker Philosophie am St John’s College der University of Cambridge wurde Tarrant an der University of Durham bei Joseph Bright Skemp zum Ph.D. promoviert. Nach einem Jahr als Lecturer an der University of Manchester wurde er 1985 Lecturer, dann Senior Lecturer an der School of Archaeology, Classics and Ancient History der University of Sydney. Von 1993 bis zu seiner Emeritierung war er Professor in Classics an der University of Newcastle, New South Wales, Australien. Seit dem 1. Januar 1995 ist Tarrant Mitglied der Australian Academy of the Humanities.
Tarrant forscht zum antiken Platonismus von Sokrates über Platon und den Mittelplatonismus bis zu den alexandrinischen Neuplatonikern und Proklos’ Platoninterpretation. Ein besonderes Interesse hat er an den literarischen Formen platonischer Kommunikation von Platons eigenen Dialogen bis hin zu den Platonkommentaren.

## Schriften (Auswahl)
- mit Christina-Panagiota Manolea und François Renaud (Hrsg.): Reassessing Homer in the Platonic tradition (= Beiträge zur Altertumskunde, 426). De Gruyter, Berlin 2025, ISBN 9783111673097.
- mit Dirk Baltzly, Danielle A. Layne und François Renaud (Hrsg.): Brill’s Companion to the Reception of Plato in Antiquity. Brill, Leiden 2018, ISBN 978-90-04-27069-5.
- mit Marguerite Johnson (Hrsg.): Alcibiades and the Socratic Lover-Educator. London 2012.
- From the Old Academy to Later Neo-Platonism. Studies in the History of Platonic Thought. Ashgate, Farnham 2011, ISBN 978-1-4094-0828-4. – (Sammlung von Aufsätzen Tarrants)
- mit David T. Runia, Michael Share, Dirk Baltzly (Übersetzer): Proclus, Commentary on Plato’s Timaeus. 6 Bände, Cambridge University Press, Cambridge 2007–2017.
- mit Dirk Baltzly (Hrsg.): Reading Plato in Antiquity. London 2006.
- Recollecting Plato’s Meno. Duckworth, London 2005, ISBN 0-7156-3291-4.
- Plato’s First Interpreters. Ithaca 2000.
- mit Robin Jackson, Kimon Lycos (Übersetzer): Olympiodorus, Commentary on Plato’s Gorgias. Leiden 1998
- Thrasyllan Platonism. Cornell University Press, Ithaca/London 1993, ISBN 0-8014-2719-3.
- Scepticism or Platonism? Cambridge 1985.